# Duopole
Le duopole caractérise un contexte de marché oligopolistique dans lequel seulement deux entreprises offreuses font face à une demande atomistique (c’est-à-dire à une infinité de demandeurs). Cette théorie a été établie par Antoine-Augustin Cournot en 1838 (Recherche sur les principes mathématiques de la Théorie des Richesses).
Cette situation peut donner lieu à une entente entre les firmes et à un abus de position dominante ou à une situation de concurrence.
Dans les faits, l'existence d'un duopole permet de contrer les législations antitrust (comme l'a fait par exemple Microsoft en opposant à son accusation de monopole l'existence d'Apple).
Une situation de duopole peut aussi déboucher sur un cartel, une entente tacite pour conserver ce duopole. Généralement à connotation péjorative, le duopole peut donc s'avérer plus compliqué à gérer qu'un monopole « franc ».
On peut aussi parler de duopole lorsque deux entreprises complémentaires et en situation de monopole sur leurs secteurs d'activité respectifs s'entendent entre elles. Au contraire d'un cartel, il n'y a rien d'illégal à la chose, mais le résultat est de facto un duopole. Le cas le plus connu en informatique est l'alliance de Microsoft et d'Intel, qui a donné le mot-valise Wintel (pour Windows, le produit phare de Microsoft et Intel).
Le duopole est très étudié car il est un cas simple d'oligopole qui permet d'introduire facilement les fondements de la concurrence. On a l'habitude, dans la théorie économique, de classer les modèles de duopole comme suit :
- Stratégie d'entente ⇒ modèle d'équilibre coopératif : le cartel
- Stratégie concurrentielles ⇒ modèles d'équilibre non coopératif :
  - stratégies relatives aux quantités :
    - le duopole symétrique de Cournot (double dépendance)
    - le duopole asymétrique de Stackelberg
    - le duopole de Bowley (double maîtrise)
    - le duopole de Hotelling (différenciation horizontale des produits)

  - stratégies relatives aux prix :
    - le duopole de Bertrand

## Enjeux du duopole
Dans le cadre de stratégies concurrentielles, les firmes prennent des décisions en fonction de leur profit et de celui de leur concurrent. Autrement dit, les firmes réagissent face au profit du concurrent qui résulte lui-même de décisions… L’interdépendance des profits et des décisions crée une configuration d’interactions stratégiques. En microéconomie, ce type d’interactions est appelé jeu. Le duopole permet donc d'étudier de façon simple les fondements de la concurrence et d'introduire la théorie des jeux.

## Équilibre non coopératif

### Concurrence en quantité

#### Duopole symétrique de Cournot
Les hypothèses de l'analyse de Cournot sont :
- Chaque firme considère que la production de l'autre est constante; la production est donc la variable stratégique, et non le prix (c'est pour cette raison que l'analyse des duopoles de Cournot est à compléter avec celle de Bertrand).
- Chaque firme qui compose le marché produit un bien homogène.

L'analyse de Cournot met en valeur l'interdépendance des deux firmes sur le même marché. En effet, les décisions de l'une sont influencées par l'autre et influencent celles de l'autre. La situation d'équilibre du duopole intervient lorsque chacune des deux firmes maximise son profit compte tenu de la production de l'autre firme. L'équilibre de Cournot est aujourd'hui considéré comme un équilibre de Nash car les stratégies des deux joueurs (ici, des deux firmes) sont optimales compte tenu de leurs actions réciproques.

#### Duopole asymétrique de Stackelberg
La concurrence de Stackelberg est un modèle de duopole. Elle complète et enrichit les analyses de Cournot et de Bertrand concernant l'interdépendance conjoncturelle (fondé sur la conjoncture) en mettant en évidence le concept d'interdépendance conjecturale (fondé sur des conjectures). L'interdépendance conjoncturelle renvoie au fait que chaque firme se limite à constater que sa propre situation dépend de celle de l'autre. En revanche, l'analyse conjecturale prévoit non seulement que chaque firme sait que sa situation dépend de celle de l'autre, mais aussi que l'entreprise concurrente adopte un raisonnement identique. Les hypothèses de ce modèle sont multiples. Tout d'abord, le duopole de Stackelberg est asymétrique, c’est-à-dire que les deux firmes concurrentes n'ont pas la même puissance. On parle alors de firme pilote (ou "leader") et de firme satellite. Quatre situations sont possibles.
1. La firme 1 est pilote et la firme 2 est satellite;
2. la firme 2 est pilote et la firme 1 est satellite;
3. les firmes 1 et 2 se croient satellites;
4. les firmes 1 et 2 se croient pilotes.

Si la firme 1 est pilote, et si elle veut maximiser son profit, elle devra tenir compte du comportement de la firme 2 en intégrant la fonction de réaction de celle-ci à sa propre fonction de profit.
Si les deux firmes croient que l'autre est satellite, il y a déséquilibre. La production globale est alors sous-évaluée. 
Si les deux firmes pensent être pilotes (hypothèse de Bowley), il y a aussi déséquilibre (la production globale est beaucoup plus forte que celle évaluée par chaque firme). Cela peut entraîner une baisse des prix et in fine, des profits.
L'analyse des duopoles de Stackelberg apparaît également dans la théorie des jeux. Par exemple, l'équilibre de Nash joue un rôle important dans la résolution des jeux de Stackelberg.

#### Duopole de Bowley
Situation dans laquelle les deux entreprises produisent le même bien et agissent comme si elles étaient toutes deux dominantes. Cela débouche sur des équilibres instables. Il y a alors trois possibilités :
- une des deux entreprises capitule et devient l'entreprise dominée et on retombe dans le modèle de Stackelberg ;
- les deux entreprises entrent en double satellisation, situation similaire au duopole de Cournot ;
- les deux entreprises s'entendent et se partagent le marché, on entre en équilibre coopératif.

### Concurrence en prix

#### Duopole de Bertrand
Dans l'analyse de Bertrand, la variable stratégique n'est pas la production mais le prix (à l'inverse de l'approche de Cournot). Les hypothèses sont cependant identiques à celles de Cournot, à savoir que le produit est homogène, que les firmes ont la capacité de répondre à toute demande et que le prix pratiqué est identique pour les deux firmes.

## Exemples
Un exemple de duopole couramment cité est celui formé par Visa et MasterCard, qui contrôlent à eux deux une grande partie du marché des paiements électroniques. En 2000, ils étaient  accusés dans une action antitrust par le département de la Justice des États-Unis , . Un appel a confirmé le jugement en 2004.
Exemples où deux sociétés contrôlent une grande partie d'un marché:
- Apple iOS et Google Android représentent plus de 99 % du marché des systèmes d'exploitation mobile[5], [6]. Cédric O mentionne ce duopole au sujet de StopCovid[7].
- Windows et Macos représentent plus de 90% du marché du pc de bureau, en entreprise comme chez les particuliers
- Woolworths et Coles sur le marché australien des supermarchés (part de 79 % du marché des supermarchés) [8]
- Norfolk Southern Railway et CSX Transportation exploitent un duopole sur le trafic ferroviaire de marchandises dans l'est des États-Unis[9].